# Максименя, Иосиф Маркович
Иосиф Маркович Максименя (1912—1964) — красноармеец Рабоче-крестьянской Красной Армии, участник советско-финской и Великой Отечественной войн, Герой Советского Союза (1940).

## Биография
Иосиф Максименя родился 16 августа 1912 года в деревне Старина (ныне — Копыльский район Минской области Белоруссии). После окончания четырёх классов школы работал на родине. В 1939 году Максименя был призван на службу в Рабоче-крестьянскую Красную Армию. Участвовал в боях советско-финской войны, будучи стрелком 39-го стрелкового полка 4-й стрелковой дивизии 13-й армии Северо-Западного фронта.
5 марта 1940 года Максименя скрытно подобрался к финскому доту на высоте в районе населённого пункта Эйряпя в 40 километрах к востоку от Выборга и забросал его гранатами, после чего водрузил на высоте Красное Знамя и в течение полутора часов удерживал захваченную позицию до подхода основных сил. 7 марта 1940 года Максименя одним из первых в своём подразделении переправился через Вуоксу и прикрывал переправу основных сил батальона.
Указом Президиума Верховного Совета СССР от 7 апреля 1940 года за «образцовое выполнение боевых заданий командования на фронте борьбы с финской белогвардейщиной и проявленные при этом отвагу и геройство» красноармеец Иосиф Максименя был удостоен высокого звания Героя Советского Союза с вручением ордена Ленина и медали «Золотая Звезда» за номером 325.
Во время Великой Отечественной войны Максименя воевал в составе партизанских формирований в Белорусской ССР. После освобождения он работал председателем колхоза в своей родной деревне. Избирался депутатом Верховного Совета Белорусской ССР. Умер 15 августа 1964 года.
Был также награждён орденом Красной Звезды и рядом медалей.